# Little Hereford
Little Hereford est une paroisse civile et un village du Herefordshire, en Angleterre.